# آرثر رودس
آرثر رودس (14 أكتوبر 1906 - 21 مايو 1957) (بالإنجليزية: Arthur Rhodes)‏ هو لاعب كريكت بريطاني (وحمل سابقاً جنسية المملكة المتحدة لبريطانيا العظمى وأيرلندا).